# Satelliten-DNA
Als Satelliten-DNA werden in der Genetik hochrepetitive Sequenzen, also sich mehrfach wiederholende Basenabfolgen, im Genom von höheren Organismen (Eukaryoten) bezeichnet.

## Name
Die Bezeichnung Satelliten-DNA geht auf die Unterscheidung von Genomfragmenten über ihren GC-Gehalt und somit über ihre Dichte mittels Dichtegradienten-Zentrifugation bzw. Sedimentations-Gleichgewichts-Zentrifugation zurück. Trägt man in einem Diagramm die DNA-Konzentration gegen ihre Dichte auf, so erhält man neben der Hauptbande (peak) mehrere Nebenbanden, welche auch als Satelliten-Peaks bezeichnet werden. Die Hauptbande repräsentiert hierbei die durchschnittliche Dichte der DNA.

## Eigenschaften
Meistens handelt es sich um wiederholte Sequenzen von fünf bis zehn Basenpaaren, die aber auch sehr viel länger werden können und sich über Bereiche von bis zu 100.000 Basenpaaren erstrecken können. In einem durchschnittlichen Säugetiergenom bestehen etwa zehn Prozent der DNA aus diesen einfach strukturierten DNA-Sequenzen. Diese Abschnitte haben eine besonders hohe Renaturierungsgeschwindigkeit. 
Bei Säugetieren liegen die meisten dieser Bereiche im Heterochromatin in der Nähe der Zentromere, bei Drosophila melanogaster zudem noch an den Telomeren. An den Zentromeren lagern sich bei der Mitose und Meiose die Mikrotubuli des Spindelapparates an.

## Abgrenzung
Im Allgemeinen unterscheidet man zwischen drei Klassen von Satelliten-DNA.
Klassische Satelliten-DNA ist zwischen 100 und 5000 kb lang. 
Sie besteht aus bis zu einer Million Wiederholungen von Sequenzen einer Länge zwischen 5 und 300 bp und wird in der Regel nicht transkribiert. Bei den Alpha-Sequenzwiederholungen an den Zentromeren der Chromosomen erfüllt die klassische Satelliten-DNA eine Aufgabe als Proteinbindestelle. 
Minisatelliten sind kleiner als die klassische Satelliten-DNA. Sie sind in der Regel zwischen 100 bp und 20 kb lang, ihre Wiederholungseinheiten bestehen maximal aus 15 Basen. An den Telomeren fungieren sie als Bindestellen für Proteine, welche zum Schutz vor dem Abbau durch Nukleasen dienen.
Mikrosatelliten (Short tandem repeats) sind mit einigen hundert Wiederholungen von 1 bis 6 bp langen Sequenzen die kürzesten Satelliten-DNAs. Sie selbst sind repetitive Einheiten, die über das komplette Genom verteilt bis zu 100.000 Mal vorkommen. Mikrosatelliten entstehen vermutlich während der Replikation, wenn freie DNA-Enden vorliegen und es zu einem Verrutschen (slippage) der DNA-Polymerase kommt. Die relativ zufällige Entstehung der Mikrosatelliten zieht auch einen großen Längenpolymorphismus nach sich, welcher für Genetik und Kriminalistik genutzt wird. Wie der Fingerabdruck ist auch der Mikrosatelliten-Längenpolymorphismus ein Erkennungsmerkmal zur einwandfreien Identifizierung eines Individuums.